# Norby Walters
Norbert Meyer, detto Norby (20 aprile 1932 – 10 dicembre 2023), è stato un imprenditore statunitense attivo nei settori della musica e dello sport.

## Biografia
Secondo il New York Times, suo padre, Yosele Chezchonovitch, immigrato polacco, prestò servizio nell'esercito durante la Prima Guerra Mondiale, occasione in cui cambiò nome in Joseph Meyer. Dopo il congedo, divenne corriere di diamanti, proprietario di un nightclub a Brooklyn e maschera nei luna park di Coney Island. La madre, Florence (nata Golub) Meyer, era casalinga.
Walters raccontò al Daily News di New York nel 1987:
Ho viaggiato per tutto il Paese con gli spettacoli di mostri di mio padre. Era tutta una truffa: non c'erano veri fenomeni da baraccone. Il ragazzo-alligatore soffriva di una grave malattia della pelle, la ragazza senza corpo era un gioco di specchi, la ragazza-tartaruga era una nana con un costume.

## Attività
Insieme al socio Lloyd Bloom, fondò l’agenzia World Sports & Entertainment, che tra il 1984 e il 1987 firmò contratti segreti con decine di atleti universitari. Tali contratti conferivano all’agenzia diritti esclusivi per la gestione delle trattative future con squadre della NFL.
Per oltre 25 anni, Walters fu anche noto per aver organizzato il celebre evento mondano Night of 100 Stars, una festa di gala in occasione della cerimonia degli Oscar.

## Arresto e condanna
Walters fu condannato per frode postale a causa di un accordo illecito con la mafia - in particolare con Michael Franzese della famiglia criminale Colombo - volto a firmare e pagare clandestinamente atleti universitari. Walters fu condannato a cinque anni di prigione, mentre Bloom ne ricevette tre. Tuttavia, nessuno dei due scontò la pena: le condanne furono annullate in appello. Il giudice Frank Easterbrook scrisse nella sua sentenza del 1993:
Walters è, a quanto pare, un individuo sgradevole e inaffidabile, ma l'accusa non ha dimostrato che le sue azioni volte a eludere le regole della NCAA costituissero frode postale.
Lloyd Bloom, il suo socio, fu ucciso a colpi d’arma da fuoco nella sua casa di Malibu, California, quello stesso anno.

## Morte
È morto il 10 dicembre 2023, all’età di 91 anni.